# Frizzle Sizzle

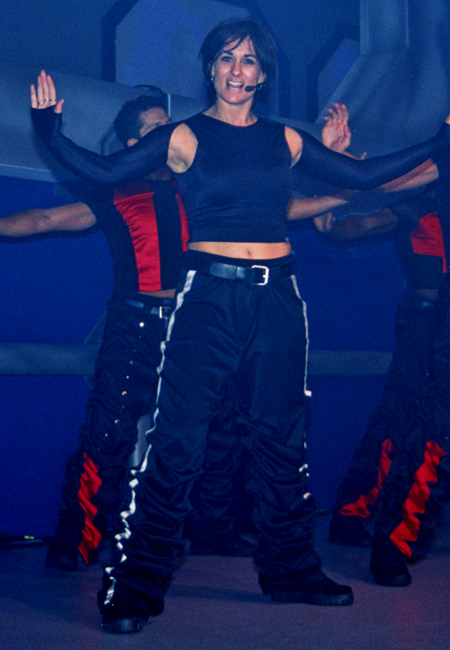
Laura Vlasblom durante show ao vivo em Berlin, em 1999.

Frizzle Sizzle foi uma banda holandesa da década de 1980. O grupo era composto por quatro raparigas, as irmãs Karin Vlasblom (10 de agosto de 1967) e Laura Vlasblom (8 de outubro de 1968), e suas amigas Mandy Huydts (9 de abril de 1969) e Marjon Keller (1 de junho de 1970). O grupo é conhecido pela sua participação no Festival Eurovisão da Canção 1986. 

## Primeiros anos
Elas começaram a cantar em 1981, como membros da "Kinderen voor Kinderen" (Crianças para Crianças), que eram programas para crianças do coro que operam em associação VARA, onde continuaram a cantar até 1985. Em 1986 formaram a sua própria banda chamada Frizzle Sizzle.

## Festival Eurovisão da Canção
A 1 de abril de 1986 participaram na pré-selecção holandesa para escolher representante no Festival Eurovisão da Canção, realizada em Amersfoort. Eles cantaram duas músicas "Eenmaal jong", que foi o quinto e "Alles heeft ritme", que foi a vencedora e com a participação no Festival Eurovisão da Canção 1986  . O quarteto terminou a competição em 13º lugar com 40 pontos.

## Carreira posterior
Após o Festival, lançaram seu primeiro e único álbum em 1987 "First Date", um par de anos depois elas se separaram em 1989. Começaram uma carreira a solo. Laura Vlasblom deu voz a Ariel no filme da Disney "A Pequena Sereia", na versão neerlandesa.